# 1967 Menzel
Menzel (asteroide 1967) é um asteroide da cintura principal, a 1,9215283 UA. Possui uma excentricidade de 0,1394324 e um período orbital de 1 218,67 dias (3,34 anos).
Menzel tem uma velocidade orbital média de 19,93250283 km/s e uma inclinação de 3,90397º.
Esse asteroide foi descoberto em 1 de Novembro de 1905 por Max Wolf.